# Joy Sunday
Joy Okon Sunday (Staten Island, 17 april 1995) is een Amerikaans actrice. Ze speelde in diverse films en series, waaronder Bad Hair, Dear White People en Wednesday.

## Filmografie

### Film
- 2014: Embody, als Sasha
- 2018: Joy, als Joy
- 2018: Alive Again, als Sage
- 2019: Her Mind in Pieces, als Joy
- 2020: Bad Hair, als Cynthia
- 2020: Shithouse, als Sophia
- 2020: Take my Heart, als Mac
- 2020: Limelight, als Didienne
- 2021: The Beta Test, als Celia
- 2022: Dog, als Dr. Gray
- 2023: Rise, als Rayowa
- 2024: Under the Influencer, als Rachel

### Televisie
- 2018: MacGyver, als Abina
- 2018: Yas Kween, als Ria
- 2021: Dear White People, als Claire
- 2022-heden: Wednesday, als Bianca Barclay